# Raneb
Raneb was de tweede koning (farao) van de 2e dynastie. 

## Naam
De farao die wij kennen als Nebra of Raneb is vernoemd naar zijn horusnaam. In zijn horusnaam staan twee tekens: een zon (ra) en een kom (Nb of Neb). Als de naam als Raneb wordt gelezen betekent het: Re is de heer. en als Nebra betekent het: Heer van de zon van Horus..
De farao heeft ook nog een andere naam, geschreven in een cartouche: kakaoe, wat kan worden vertaald als “De stier van Apis”. Er zijn geen andere namen bewaard gebleven zoals een Nebtinaam of een gouden Horusnaam. Na zijn dood werd de naam Kakaoe opgenomen in de Turijnse koningspapyrus en de Abydos tabel. Manetho noemt de farao in zijn werk als Kaiechos (Africanus) en Kaichoos (Eusebius).
|             |          |   |
| \| \| \| \| |          |   |
|             |          |   |
| HASH        | D52 · E2 | w |

| HASH | D52 · E2 | w |

|             |          |   |
| \| \| \| \| |          |   |
|             |          |   |
| HASH        | D52 · E2 | w |

| HASH | D52 · E2 | w |

|             |          |   |
| \| \| \| \| |          |   |
|             |          |   |
| HASH        | D52 · E2 | w |

| HASH | D52 · E2 | w |

|             |          |   |
| \| \| \| \| |          |   |
|             |          |   |
| HASH        | D52 · E2 | w |

| HASH | D52 · E2 | w |

|             |          |   |
| \| \| \| \| |          |   |
|             |          |   |
| HASH        | D52 · E2 | w |

| HASH | D52 · E2 | w |

|             |          |   |
| \| \| \| \| |          |   |
|             |          |   |
| HASH        | D52 · E2 | w |

| HASH | D52 · E2 | w |

|             |          |   |
| \| \| \| \| |          |   |
|             |          |   |
| HASH        | D52 · E2 | w |

| HASH | D52 · E2 | w |

|             |          |   |
| \| \| \| \| |          |   |
|             |          |   |
| HASH        | D52 · E2 | w |

| HASH | D52 · E2 | w |

|          |             |
| \| \| \| |             |
|          |             |
| D28      | D52 · THREE |

| D28 | D52 · THREE |

|          |             |
| \| \| \| |             |
|          |             |
| D28      | D52 · THREE |

| D28 | D52 · THREE |

|          |             |
| \| \| \| |             |
|          |             |
| D28      | D52 · THREE |

| D28 | D52 · THREE |

|          |             |
| \| \| \| |             |
|          |             |
| D28      | D52 · THREE |

| D28 | D52 · THREE |

|          |             |
| \| \| \| |             |
|          |             |
| D28      | D52 · THREE |

| D28 | D52 · THREE |

|          |             |
| \| \| \| |             |
|          |             |
| D28      | D52 · THREE |

| D28 | D52 · THREE |

|          |             |
| \| \| \| |             |
|          |             |
| D28      | D52 · THREE |

| D28 | D52 · THREE |

|          |             |
| \| \| \| |             |
|          |             |
| D28      | D52 · THREE |

| D28 | D52 · THREE |

### Betekenis van de naam voor de Egyptologie
De serech van Raneb is onderwerp van interesse voor egyptologen. Het is namelijk de eerste keer dat een koningsnaam wordt geschreven met het hiëroglief voor zon (ra). In de tijd van Raneb werd de zonneschijf nog niet vereerd. Tijdens zijn leven waren de meest belangrijke religieuze cultussen geconcentreerd op de dualistisch gelijke status van de patronen Horus en Seth. Niets meer was belangrijker dan een heilige balans. De koning werd gezien als een levende representatie van Horus en Seth. De zon werd gezien als een hemellichaam dat door Horus of Seth werd gecontroleerd. De zon was daarom nog geen onafhankelijke god. 
De eerste vaststelling van het bestaan van de zonnegod Ra begon aan het begin van de 3e dynastie van Egypte, tijdens de regering van koning Horus Netjerichet of Djoser, in de namen van hoge ambtenaren zoals Hesire. De eerste koning met de naam van de zonnegod is koning Djedefre of Radjedef, hij was de eerste koning die zijn geboortenaam verbond met de zonnegod Ra. Hij startte hiermee een religieus beeld dat de koning de levende presentatie van de zon was naast Horus en Seth.
Daarom is het interpreteren en vertalen van de naam problematisch. De vertaling van de naam Raneb: “Ra is mijn heer” is twijfelachtig. Hier wordt er aangenomen dat de zon werd aanbeden als een onafhankelijke god. Daarom hebben Egyptologen voorgesteld om de naam Raneb te vertalen als “Heer van de zon (van Horus)”. Dit suggereert de heerschappij van de farao over de zon. De zonnereligie in enige vorm was nog niet gevestigd. Er wordt nu gedacht dat Raneb de eerste koning was die religieuze ideeën had over de zon en de lucht.

## Familie
De vrouw van Raneb is onbekend. Een zoon kan mogelijk Perneb zijn, hoewel het ook een zoon kan zijn van Hotepsechemoei. 

## Identificatie

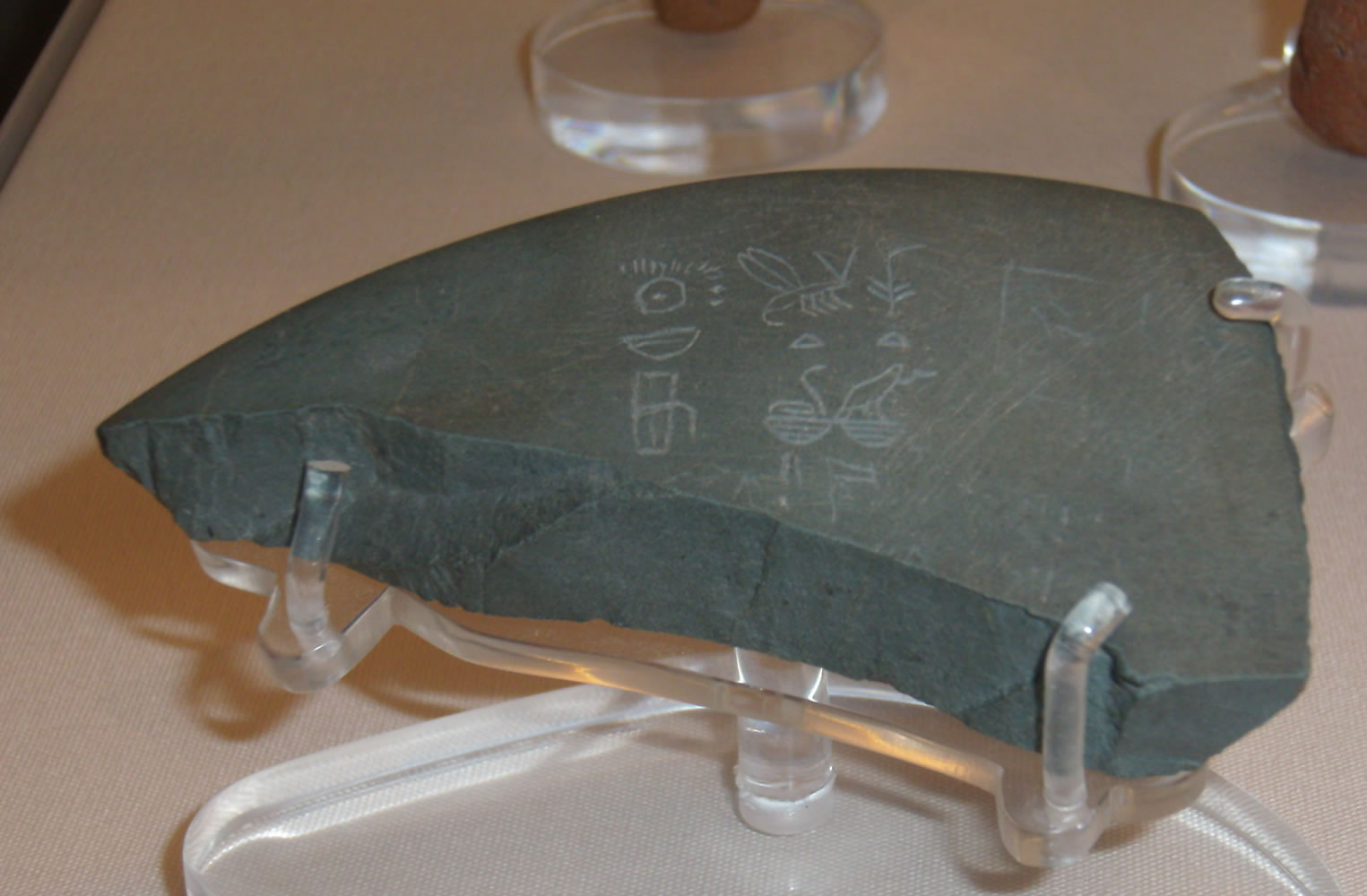
Fragment van een stenen vat, met de naam van koning Ninetjer.

Farao Raneb wordt geïdentificeerd met de naam Kakaoe, wat vertaald kan worden als de stier van Apis. Wat weer linkt aan een anekdote geschreven door Manetho. Hij gaf aan dat onder koning Kechoós (de Griekse vertaling van Kakaoe) de goden Apis, de geit van Mendes en Menevus werden geïntroduceerd en aanbeden als goden. Deze weergave wordt bekritiseerd door de Egyptologen, omdat er al een cultus van Apis was in de 1e dynastie van Egypte, zo niet eerder. De naam Kakaoe is problematisch voor deze farao, er is namelijk geen enkele bron uit Ranebs tijd die kan worden gebruikt om dit woord te vormen.
De geboortenaam van Raneb blijft onduidelijk. Een theorie van Egyptoloog Jochem Kahl is dat Raneb/Nebra dezelfde persoon was als de mysterieuze Weneg-Nebti. Hij wijst naar een fragment van een vat gemaakt van vulkanische as, gevonden in de tombe van Peribsen (een andere heerser tijdens de 2e dynastie van Egypte) te Abydos. Hij gelooft dat het sporen zijn van de Weneg-bloem onder de ingesneden naam van koning Ninetjer. Aan de rechterkant van de naam van Ninetjer is de voorstelling van de Ka-huis van koning Raneb gedeeltelijk bewaard gebleven. Deze rankschikking leidde Kahl ertoe om te concluderen dat de Weneg-bloem en de naam van Raneb met elkaar verbonden zijn en dat koning Ninetjer de inscriptie verving. Kahl wijst er ook op dat koning Ninetjer zijn naam gespiegeld schreef, zodat zijn naam met opzet draait in de tegenovergestelde richting van de naam van Raneb. De theorie van Kahl is het onderwerp van een voortdurende discussie sinds de inscriptie is beschadigd waardoor er ruimte is voor veel interpretaties. 
Egyptologen als Jürgen von Beckarth en Battiscombe Gunn identificeren Raneb met een andere mysterieuze farao Noebnefer. Deze link wordt bekritiseerd door andere geleerden, omdat de heersers van de 2e dynastie van Egypte hun geboortenaam en horusnaam vaak hetzelfde schreven. Dus de naam Noebnefer zou de geboortenaam kunnen zijn van een andere koning.

## Regering

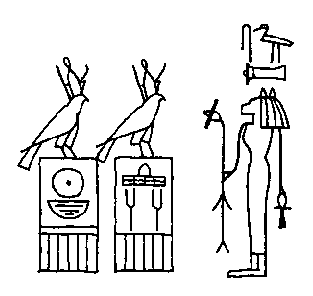
De godin Bastet met de namen van Raneb (links) en Hotepsechemoei (rechts)

Er is weinig bekend uit de regering van Raneb. De ontdekking van zegels te Sakkara die de naam van Raneb samen met Hotepsechemoei combineren suggereert dat hij de begrafenis van Hotepsechemoei uitvoerde en dat hij zijn directe opvolger is. Aanvullende informatie over de opvolging van Raneb wordt duidelijk uit het beeld van Radjit en de stenen schaal met daarop de serechs van beide heersers.
Andere inscripties van potten en zegelafdrukken uit zijn tijd noemen cultus-gerelateerde en administratieve gebeurtenissen zoals “Het monteren van de pijlers van Horus”. Onder Raneb werd voor het eerst een afbeelding van de godin Bastet afgebeeld.
De exacte regering is onderwerp van onderzoek. Reconstructies van de welbekende Palermosteen, leidt tot de conclusie dat Raneb en zijn voorganger Hotepsechemoei beiden 39 jaar regeerden. Aangezien Raneb minder activiteiten heeft dan Hotepsechemoei, wordt er gedacht dat hij kort heeft geregeerd. De berekeningen verschillen van 29 en 10 jaar tot 25 en 14 jaar.

### Bewijzen
Er zijn diverse bewijzen van het bestaan van de koning:
- Zegelafdrukken gevonden in een galerij onder de piramide van koning Oenas in Sakkara.
- Op het beeld van Redjit wordt de koning genoemd naast die van Hotepsechemoei en Ninetjer.
- Een granieten stèle uit Abydos met zijn naam in een serech.
- Zijn naam is op diverse stenen vaatwerken aangetroffen, gemaakt van schist, albast en marmer. De meeste van de kommen zijn aangetroffen in Abydos, Gizeh en Sakkara. De inscripties bevatten afbeeldingen van woningen zoals zijn ka-tempel, afbeeldingen van godheden zoals Bastet, Neith en Seth en vermeldingen van zijn cultusfeesten. Wat opvalt is dat zijn naam meestal naast die van Hotepsechemoei staat of met zijn opvolger Ninetjer. Zijn naam verschijnt nooit alleen.[13]
- In 2012 troffen Pierre Tallet en Damien Leisney drie rotsinscripties aan ten zuiden van de Sinaï. In deze inscripties wordt de horusnaam van Raneb vermeld. De drie inscripties zijn in drie verschillende wadi's teruggevonden: Wadi Abu Madawi, Wadu Abu Koua en Wadi Ameyra. De plaatsen waar de inscripties zijn gevonden liggen aan een oude weg gebruikt voor expedities van de westelijke oever van de Sinaï naar het binnenland, waar ooit koper- en turquoise mijnen stonden. Langs de wadi's kunnen de namen van andere predynastieke koningen tot aan de 4e Dynastie teruggevonden worden.[14]
- Tombe te Sakkara, galerij Tombe B.

## Galerij

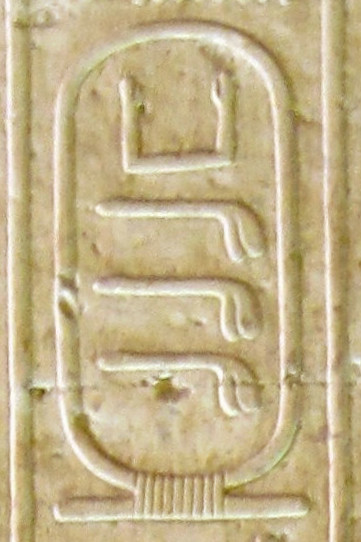
Cartouche van de Koningslijst van Abydos
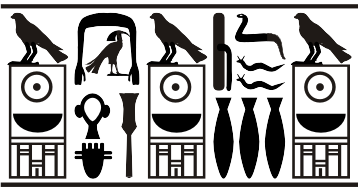
Rolzegel van Raneb
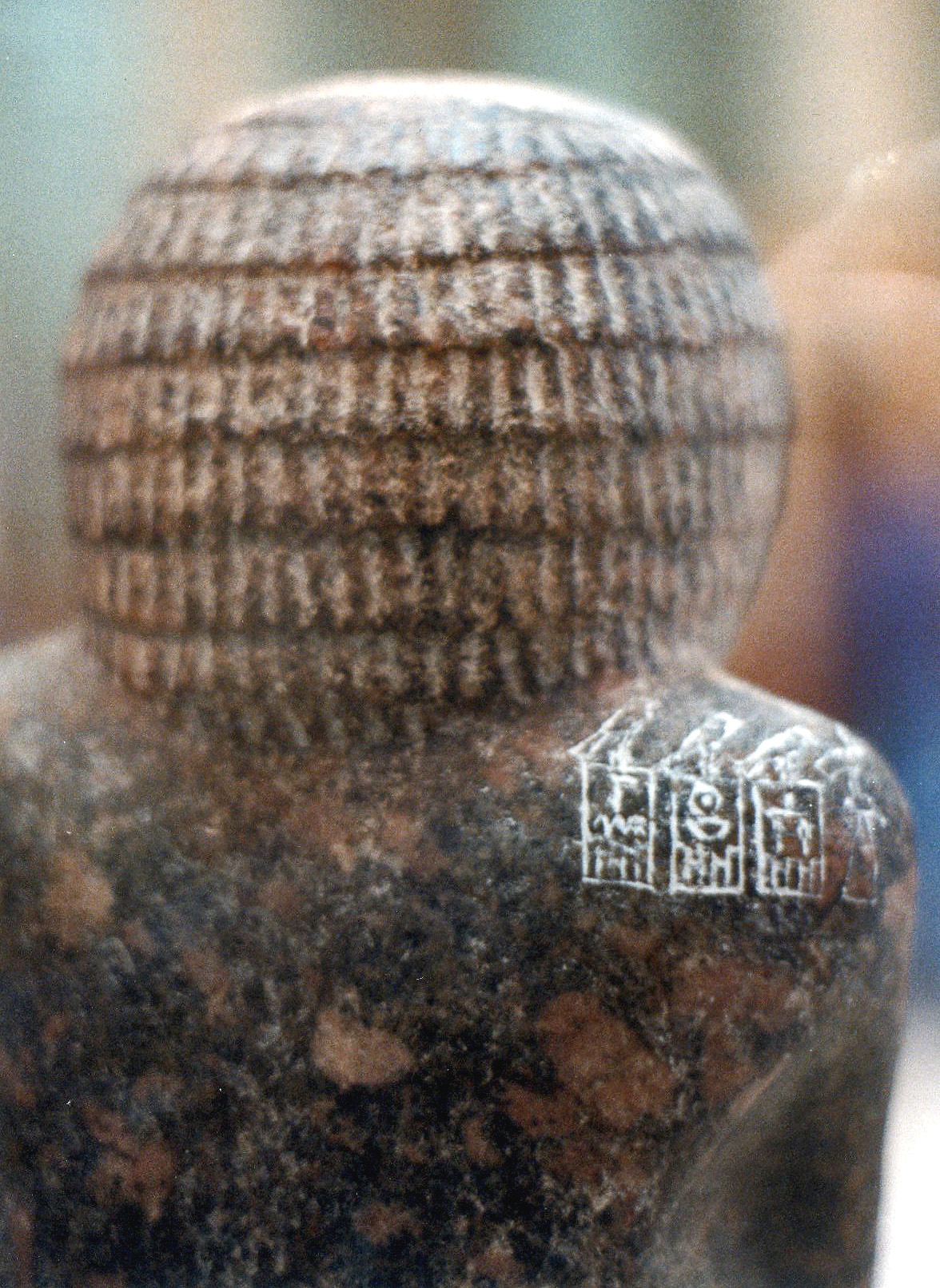
Beeld van Radjit

## Externe bronnen
- xoomer.alice.it over Raneb (EN)